# TheReportOfTheWeek
John Jurasek (21 juni 1997), beter bekend als Reviewbrah, is een Amerikaanse YouTube-persoonlijkheid, culinaire criticus en radiopresentator. Jurasek recenseert diepvriesproducten, fastfood en energiedrankjes op zijn YouTube-kanaal TheReportOfTheWeek, wat Engels is voor 'DeRecensieVanDeWeek'. Hij is tevens gastheer van het radioprogramma VORW Radio International (wat staat voor 'Voice Of The ReportOfTheWeek', Engels voor 'Stem Van De ReportOfTheWeek) dat op het YouTube-kanaal VORW Podcast, de radio en op diverse muziek-websites te beluisteren is.
Reviewbrah staat bekend om zijn klassieke kledingstijl met kostuums uit de jaren '80 en '90, zijn rustige en beleefde karakter en zijn stem die lijkt op een die van een oude radiopresentator.

## Recensies
Reviewbrah publiceerde zijn eerste YouTube-video, 'Energy Crisis--Energy Drink Review', op 20 februari 2011. Aanvankelijk recenseerde hij uitsluitend energiedranken onder de serie "Energy Crisis". Nadien is daar de serie "Running On Empty" bij gekomen, waarin fast-food gerecenseerd wordt. Er is nog een derde, naamloze, serie waarin niet-energie dranken worden gerecenseerd, zoals bijvoorbeeld water.
Het YouTube-kanaal TheReportOfTheWeek had in juni 2020 1,88 miljoen abonnees en was meer dan 166 miljoen keer bekeken.

## Radio
Uit Reviewbrah's voorliefde voor de korte golf radio is zijn eigen radioprogramma VORW Radio International ontstaan. Dat is zowel te horen via radio uitzendingen op de analoge korte golf in Noord- en Zuid-Amerika en in Europa alsook online op het Youtube-kanaal VORW Podcast, op SoundCloud, iTunes, Spotify, Google Play, Stitcher en TuneIn. In het programma bespreekt Reviewbrah maatschappelijke en sociaal relevante thema's die worden afgewisseld met muziek.